# Paraleprodera insidiosa
Paraleprodera insidiosa es una especie de escarabajo longicornio del género Paraleprodera, tribu Monochamini, familia Cerambycidae. Fue descrita científicamente por Gahan en 1888.
Se distribuye por Camboya, China, Laos, India, Malasia, Birmania y Nepal. Mide 18-30 milímetros de longitud. El período de vuelo ocurre en los meses de marzo, abril, mayo, junio y agosto.